# Théâtre de Namur
Le théâtre royal de Namur est un théâtre à l'italienne situé à Namur, en Belgique. Construit en 1863, il est classé au Patrimoine civil public de Wallonie.

## Histoire
En 1822, le Conseil de Régence décide de la construction à Namur d’un bâtiment dédié entièrement et exclusivement aux arts de la scène et de la musique.
La première construction et l'inauguration du théâtre remontent à l’année 1824. Peu d'informations sont connues à son sujet, si ce n'est qu’il était plus petit que celui actuellement visible et qu'il était particulièrement inconfortable, tant pour les acteurs que pour les spectateurs. L'architecte de cette première construction est inconnu.
Le théâtre de Namur brûle en 1860 (chute du décor sur une conduite de l’éclairage au gaz) et en 1862 (la foudre s’abat sur le théâtre en chantier).
Conçu par Thierry Fumière, architecte de la Ville de Namur, le théâtre royal de Namur dans sa forme actuelle est inauguré en 1863.
De nouveau détruit en 1867 par un incendie (un calorifère prend feu dans une loge), il est restauré et modifié par l'ingénieur et architecte Julien-Étienne Rémont. L'inauguration a lieu le 27 septembre 1868.
Des travaux de mise en sécurité sont entrepris en 1947-1948, incluant notamment la réfection en béton des balcons, désormais débarrassés de leur supports verticaux.
Le théâtre royal de Namur fait l’objet d’une restauration complète par les architectes Thierry Lanotte et Pierre Lamby entre 1994 et 1998,.

## Description

### Emplacement
Comme c’est souvent le cas pour les théâtres construits entre 1790 et 1840, le théâtre de Namur est situé sur l’emplacement d’un ancien couvent détruit dans le cadre de la Révolution française : le convent des Annonciades. Ce lieu se nomme actuellement la place du Théâtre.

### Façade
Le bâtiment s’impose à la vue par son élégant avant-corps d’entrée néoclassique et sa façade classée au patrimoine civil public de Wallonie depuis 1993.
La façade, en calcaire jaune, comprend deux niveaux sous attique, de sept travées avec portique à colonnes doriques : deux niches abritent des statues des muses Euterpe avec sa lyre (qui représente la Musique) et Thalie avec son masque disparu (qui représente la Comédie). Elles sont l’œuvre du sculpteur anversois Jan Van Arendonck (nl).
Le style de la façade est éclectique : il reprend des éléments antiques, classiques et baroques.
Dans la première partie du xxe siècle, le balcon était coiffé d’une verrière.

### Intérieur

#### Vestibule
Le vestibule accueille la billetterie et le vestiaire. Deux petits escaliers latéraux permettent d’accéder aux étages supérieurs, car la grande salle est située à l’étage.

#### Grande salle
L’intérieur intègre au théâtre à l’italienne les modifications françaises du xviiie siècle : décalage des balcons, installation d’une coupole cintrée avec lustre et ornée d’une toile peinte. Structurellement, la salle correspond à un petit opéra en forme d’un fer à cheval. Son style est de type Second Empire, avec guirlandes de lauriers, éléments floraux et têtes féminines. La salle est étagée de quatre balcons en retraits successifs à mesure que l’on s’élève, ce qui donne à l’ensemble un effet d‘escalier.
Entre le proscenium et le début du parterre, il y a une fosse d’orchestre de type Bayreuth, c’est-à-dire située pour une bonne part sous le plateau, qui peut recevoir soixante musiciens. Le parterre est bordé de baignoires (ou loges en col-de-cygne). Le plateau s’ouvre sur la grande salle par un immense cadre de scène rouge et or.
La coupole présente un ciel en trompe l’œil, suspendue à la charpente, elle ne repose sur aucune structure. La toile, qui un puzzle composé de 42 pièces, est marouflée sur la coque nervurée en bois. Elle est réalisée en 1867 par Brackman, peintre décorateur des théâtres de Bruxelles.

#### Studio
Le studio est un espace situé sous le plateau de la grande salle, c’est un ancien « dessous » de scène. Il sert d'alternative à la grande salle pour accueillir des spectacles plus intimistes ou pour le jeune public.

#### Foyer
Le foyer est situé à hauteur du premier balcon. Une toile du peintre Gérard Garouste commandée pour le plafond du foyer est inaugurée en 1999.

## Spectacles
Il présente, chaque saison, une soixantaine de spectacles de théâtre, de danse, de cirque, de concert, de spectacles pour enfants. Il produit ou coproduit cinq à six spectacles par saison.
Il bénéficie de la double reconnaissance officielle de la Communauté française de Belgique de centre culturel et de centre dramatique.
Depuis 2013, il est le siège de l'Intime festival de Benoît Poelvoorde, un festival littéraire qui se déroule à la fin du mois d'août.

### Quelques metteurs en scène réguliers
- James Thierrée
- Wajdi Mouawad
- Declan Donnelan
- Anne-Cécile Vandalem
- Fabrice Murgia
- Jean-Michel Frère
- Le Cirque Plume
- Cirque Éloize
- Aurore Fattier
- Thomas Fersen